# Эль-Минния
Эль-Минния (араб. المنية‎) — город на северо-западе Ливана, на территории провинции Северный Ливан. Административный центр района Миние-Дание. Вместе с населённым пунктом Наби-Юкхиеа (Nabi Youchieaa) образует муниципалитет, площадь которого составляет 13,46 км², население — 20 680 человек (2008).

## География
Город находится в западной части провинции, вблизи побережья Средиземного моря, на расстоянии приблизительно 5 километров к северо-востоку от города Триполи и на расстоянии 96 километров к северо-востоку от столицы страны Бейрута. Абсолютная высота — 38 метров над уровнем моря.

## Транспорт
Ближайший аэропорт расположен в городе Триполи.